# Kovács „Tücsi” Mihály
Kovács „Tücsi” Mihály (Budapest, 1967. február 12. –) magyar író, blogger, újságíró, szerkesztő. Íróként Toochee és korábban Michael T. Cricket néven publikált.

## Életrajz
Születése után Gödöllőre költöztek. A Hajós Alfréd általános iskolába (korábban Karikás Frigyes, korábban Légszesz utcai) járt Gödöllőre, a péceli Ráday Pál Gimnáziumban érettségizett, majd a Számalkon végzett rendszerprogramozói szakon. 1985–1986 között a Gödöllői Agrártudományi Egyetemen kezdte meg szakmai pályafutását, mint számítógép operátor. 1987-től 1991-ig a Hidrovia gyár számítógép programozója, majd 1991 és 1995 között szabadúszó újságíróként és szoftverfejlesztőként tevékenykedik. 1995-1996 között teletext szerkesztőként a Duna Televízió munkatársa. Ezután, 1996-tól 1998-ig, ismét szabadúszó újságíróként és szoftverfejlesztőként dolgozik.
1998–2002 között a Spektrum Televíziónál vállal állást, ahol producerként és teletext szerkesztőként foglalatoskodik. 2002-től önálló cégében tartalom beszállítással foglalkozik. Teletext szerkesztő és újságíró, valamint 2004-től a Galaktika magazin tudományos szerkesztője és újságírója.
Népszerű előadó, mert nehéz témákról is közérthetően tud beszélni, egyszerű példákkal tesz érthetővé bonyolult dolgokat is. Közel két évtizede a legváltozatosabb rendezvényeken tart előadást a legkülönfélébb témákban. Rádió- és tévéműsorok keresett vendége és alkalmi szakértője. 2005-től megszűnéséig a Petőfi Rádió Netidők című műsor asztaltársaságának állandó tagja.

## Blogger
Bloggerként is rendszeresen publikál. Öt saját blogja van, és további kettőben rendszeresen publikál.
Saját bevallása szerint azért kezdett blogolni, mert sok olyan téma van, amelyeket a hagyományos publikációs felületein nem tud bemutatni. Érdeklődése olyan szerteágazó, hogy bizonyos területeket munkája során nem tud bemutatni. Ezért indította blogjait.
2010-ben indult a Toochee Blog, amelyben szerette volna bemutatni a világ érdekes helyeit, eseményeit, és az emberiség sokszínűségét. Egyik fő témája maga az ember. A Toochee Blog – akkor még szokatlan módon – egyesítette a különböző blogok stílusait. A szerzője ezt egyfajta webes újságként, blogzinként határozta meg, azóta ez a fajta blogolás önálló elnevezést is kapott: Komplex blog. A komplex blogok keretében a szerző egy blog alá integrálja különféle tevékenységét, ugyanott – csak más rovatba sorolva – teszi közzé például személyes (magánéleti) bejegyzéseit, szakmai jellegű cikkeit, fotóit, netán közéleti-politikai észrevételeit. A szerteágazó tematikájú komplex blog egyfajta egyszemélyes webújság benyomását keltheti. Gyakorlatilag több különálló blogról van szó, amiket csak a közös megjelenés és jellemzően a szerző személye köt össze.
2011 karácsonyán indította el fotóblogját, amelyben a munkája során talált érdekes, különleges képeket mutatja meg, mindenféle kommentár nélkül. A Facebook idején ez okafogyottá vált és befejezte a működését.
2012 márciusában indult videóblogja, amelyben – a fotóbloghoz hasonlóan – a munkája során talált érdekes, különleges videókat mutatja meg.
Szerteágazó érdeklődésére jellemző, hogy 2012 őszén elindította gasztroblogját is Szem-Szájnak címmel. Elmondása szerint ez volt a blogolás területén a legrégebbi vágya, de munkaigényessége miatt csak később vágott bele. Ez sem csupán receptblog, hanem  gasztro-webzin.
2013 szeptemberében indította a Macskaőrség blogot.
2010-ben a Netidők című rádióműsor elindította saját blogját, amelyben az asztaltársaság tagjaként heti rendszerességgel publikál.

## Érdekességek a blogokról
A Toochee blog már nem üzemel, a korábbi oldal hivatkozása most a Bors online magazin Newsfeed oldalára irányít át. Helyette Toochee nevű Facebook oldalon történnek megosztások különböző témákban.
- Toochee blog napi frissítésű volt, legalább egy poszt megjelent az év 365 napján, még karácsonykor és újév napján is.
- A Toochee blogra havonta 2-300 000 ember volt kíváncsi, akik több mint félmillió oldalt töltöttek le.
- A blogok az ELTE egyik szemináriumának tananyagaként is szerepeltek.
- 2013-ban és 2014-ben a Golden Blog versenyen az év bloggere lett.
- Szinte nem volt olyan nap, hogy valamelyik blog ne lett volna fenn az Origo címlapján.

## Facebook
Személyes Facebook-oldala mellett 2011 tavaszán elindította szakmai/rajongói oldalát is Toochee néven, az olvasóival történő aktív kommunikáció érdekében. Rajongóinak száma csaknem 135 000.[forrás?]
Az oldalon megjelennek a különböző blogokban megjelenő publikációk, személyes ajánlatok és különböző, a blogokon kívüli tartalmak. Ez az oldala sokkal személyesebb, mint az egyéb fórumai. Itt publikál rövid gondolatokat, érdekességeket, vagy reagál röviden a hírekre. Aktívan, személyesen tartja a kapcsolatot olvasóival.
A Macskaőrség blog indulásával egy időben létrehozta a Macskaőrség rajongói oldalát. Ugyanekkor elindította Szem-Szájnak gasztroblogjának a Facebook-oldalát is.

## Kapcsolata a sci-fivel
Saját bevallása szerint gyermekfejjel szerelmesedett bele a sci-fibe. Meghatározó élményei a műfajban az Alpha holdbázis és a Pirx pilóta kalandjai, A feladat és számtalan mozifilm voltak. Vernétől a Galaktika magazinokon át a Star Warsig mindent elolvasott, ami sci-fi volt. Első novelláját 14 évesen írta egy irodalomórai feladatként, mely sikeresnek bizonyult, bár a szerző saját bevallása szerint nem voltak benne eredeti ötletek.
Eztán hosszú évekig nem alkotott, míg az X-Magazin indulásakor, a stáb tagjaként, 1997-ben születtek első publikációi a magazinnál. 1998-ban elnyerte a Zsoldos Péter-díjat Vezeklés c. novellájával. Az X-Magazin megszűnése után ismét hallgatásba burkolózott. A Galaktika újraindításában tevékenyen részt vett, ez később meghozta kedvét a publikáláshoz is.
Elsősorban novellista (melyeket régebben Michael T. Cricket,  újabban Toochee álnéven publikál), regényt még nem adott közre (bár saját bevallása szerint több is dolgozik). Viszont jelentős tudományos újságírói munkássága, mely során kitüntetett figyelmet szentel az űrkutatásnak. Novelláiban is feldolgozza az űrutazás, -kutatás, idegen civilizációk témáját, de nem tudományos szempontból, hanem leginkább pszichoanalitikus a megközelítési módja. Általában egyén viszonyát mutatja be az adott témához, mely lehet időutazás, űrjárás, utazás párhuzamos világokban, hit, vallás, vagy csupán élet a jövőben. A művek középpontjában mindig az a koncepció áll, hogy az egyén mentálisan hogyan él meg egy jelenséget vagy problémát. Nem ritka a monologikus, szereplő-elbeszélő írása sem. Nem mindegyik novellája sci-fi, egyéb írások is születnek tollából a fantasztikum tárgykörében.

## Játék
A GalaxtikaX (korábban Gal6) egy ingyenes, körökre osztott stratégiai játék, ami kifejezetten a hardcore játékosokat és sci-fi rajongókat célozza meg. Komplexitására jellemző, hogy grafikus felülete szinte nincs is, minden információt különféle táblázatokon és üzeneteken keresztül közöl velünk a program. Első ránézésre kissé ijesztő is lehet, hiszen a nagyon sok apró fül és gomb látszólag kaotikus balettet jár a monitoron, de ha az ember ad neki időt és türelemmel viszonyul a megszokottól kissé eltérő kivitelezés felé, megtanulható és elég jól használható.
A játék fejlesztése eredetileg Galactica néven indult 2002-ben. Ahogy az legtöbbször lenni szokott, kezdetben ez is garázsfejlesztés volt. Így tartott ez egészen 2006 őszéig, amikor az MMOSG cég meglátta benne a fantáziát, és átvette a projektet.
A hatévi fejlesztés során a kerettörténet megírása lemaradt a szoftveres fejlesztések mellett. 2008-ban a fejlesztő cég felkérte Kovács „Tücsi” Mihályt, hogy írja meg a kerettörténetet. A feladat óriási kihívás volt, mert a „gombhoz kellett megvarrni a kabátot”, egy meglévő szabályrendszerre és játékstruktúrához kellett illeszteni a történetet. A fejlesztők szabad kezet adtak a történet felépítéséhez, de ahhoz ragaszkodtak, hogy a játékban felépített univerzum, fajok, elnevezések és a szabályrendszer nem változhat. A feladat nehézséget az adta, hogy a történetet a klasszikus Hard SF környezetbe kellett ültetni, és az univerzum extrém működésének egy logikus, tudományosan elfogadható magyarázatot kellett adni.
A játékhoz nem csak egy kerettörténet született meg, hanem az „Univerzum Enciklopédiája”, egy több mint százoldalas lexikon is, ami részletesen taglalta a játék univerzumának működését. Mindehhez elkészült egy „bürokratikus” keret is, az Univerzumot Felügyelő Fajok Imperátusi Hivatala. Az Univerzumot birtokló hat faj a fejlődés céljából, valamint a fajok közötti vitás kérdések megoldásának érdekében megalkotta a hivatalt, amelynek feladata az Univerzum felügyelete, szabályok és törvények megalkotása, működésének biztosítása, a rend fenntartása. Működésében a hat faj egyformán képviselteti magát. Az UFFIH által hozott határozatok, döntések, és törvények minden faj minden egyedére egyaránt megkérdőjelezhetetlenül érvényesek és kötelezően betartandók.

## Képregény
Egy rövid képregény készült  a „Hogyan győzd le a sárkányt?” című novellájából, amely az  X-Magazin II. évf. 6. számában jelent meg 1997-ben. A képregényt a Fülesbagoly 2006. júliusi számában publikálták. Szövegírója Kiss Ferenc, rajzolója Podmaniczky Ferenc volt. A rövidített történet „A szűzvédelmi megbízott” címet kapta.

## Írói jellemzői
Munkáiban a lehető legjobban ragaszkodik a tényekhez. A novellákban megjelenő ötletek a tudomány akkori állása szerint hitelesek, vagy legalábbis nem cáfolhatóak. Sok olyan ötletét vetette el, amely bár fantasztikumként megállta volna a helyét, tudományosan már nem állta volna ki a próbát. Sok novelláját éppen egy új tudományos elmélet vagy eredmény ihletett.
„Lusta” írónak vallja magát. Az ötlet érdekli, a történet, és annak kidolgozása. Ha már fejben összeállt az egész, akkor érdeklődését veszti, sokáig többek között ezért nem publikált. Ha mégis írásra szánja el magát, a történet megírását kutatómunka előzi meg, hogy a történetben megjelenő információk a lehető leghitelesebbek legyenek.
Elsősorban novellista. Legrosszabbnak azt tartja, ha valaki egy novellának való ötletet regénynek hígít fel.
Írásai elsősorban a közeljövőben játszódnak, amelyben gyakran felbukkan az ember és technológia viszonya. Sokszor érdekes technológiai kérdés jó és rossz oldalát vizsgálja. Ilyenkor valamilyen káros jelenségre hívja fel a figyelmet. Ezek a novellái szinte önbeteljesítő jóslatok, több ötlete is azóta már valósággá vált. Emiatt már nyitóvendége volt egy informatikai biztonsági konferenciának is. Amikor egy találkozón techno-jósnak nevezték, így válaszolt: „Most élünk abban a technológiai korban, amelyet évtizedekkel ezelőtt megálmodtunk és vágytunk. De napjainkra kiderült, hogy ezek az álmok rémálmok is egyben. Olyan új problémák bukkantak fel, amelyre korábban nem is gondoltunk. Az új technológiák magukkal hozzák az új problémákat is, amire nem vagyunk felkészülve. Én figyelem, hogy milyen irányba halad a technika, a technológia, a társadalom. Megfigyelem, hogyan alakulnak a folyamatok, ezek alapján elképzelem a jövőt. Ez nem jóslás, inkább jövőkutatás.”
Történeteire jellemző, hogy szinte lebegnek az időben, mintha nem lenne kezdete és vége. Mintha egy pillanatfelvétel készült volna erről a világról, vagy valaki csak elindított és később leállított volna egy filmfelvevőt. Egy kiragadott életkép. Az események gyorsan lezajlanak, spontán, egyszerűen. Mintha az olvasó egy véletlenül odatévedt szemtanú lenne, aki jött, látott, és továbbment. Épp emiatt ilyenkor stílusa szikár, gyakran be sem mutatja, nem is jellemzi a szereplőket, mert a történet és annak gyors lefolyása miatt lényegtelen.
Ha mégis jellemezni akar egy szereplőt, azt nem leírással, hanem a karakter tetteivel és azok leírásával teszi. Erről a következőt mesélte: „Egy rendezvényen S. Sárdi Margit irodalomtörténész, egyetemi tanár, az ELTE Docense egyszer megállított, és csak annyit mondott: „Elolvastam a novellát. Ahogy az anya leül a fotelba…” és elismerően csettintett egyet. Az ilyen dicséretek számomra a legfontosabbak.”
Gyakran felbukkannak a történetekben olyan apróságok, amelyet az átlag olvasó gyakran észre sem vesz. Ezek az apró poénok a hozzáértőknek szólnak.„Egyszer megkérdeztek, miért írom bele azt, amit csak néhány ember vesz észre. Azt válaszoltam, hogy ez a történet igazán csak annak a néhány embernek szól.”
Írásaira jellemző a végső csattanó. A mindent megváltoztató utolsó mondat, ami más fényben tüntet fel mindent, ami akár fejre is állíthatja az egész történetet.„Szeretem meghökkenteni, megdöbbenteni az olvasóimat. Azt akarom, hogy gondolkozzanak el azon, amit írtam. Napjainkra egyre több a kész információ, a kész vélemény, a kész tudás. Mindent készen kapunk, mint egy gyorsétteremben. Leszokunk a gondolkodásról. Én azt akarom, hogy az olvasóim gondolkozzanak, gondolják tovább a történetet, nézzék meg, magukban hogy alakul tovább. Ez nem egy adag készétel, én csak az alapanyagokat adom, a feldolgozva, használatra készen. De megfőznie magának kell. Legyen bátorság, legyen véleménye.”
A novelláiban felbukkanó helyszínek a valóságban is léteznek, szinte dokumentarista stílusban mutatja be a helyszínt. Erről így vall: „Elképzelt helyen játszódó történetet írni nagyon könnyű, semmi kihívás nincs benne. De a valóságos helyszín sokkal izgalmasabb. Ez két szempontból is érdekes. Egyrészt fel kell kutatni a megfelelő helyszínt, ez egy nagyon izgalmas kutatás. A világon olyan sok szép és érdekes hely van, hogyha az egész életünket utazással töltenénk, akkor sem tudnánk végigjárni. Akkor legalább én hadd mutassam be. Egy valódi helyszín sokkal jobban megérinti az olvasót is. Másrészt viszont érdekes kihívás, hogy a valódi helyszín miatt az írónak kell alkalmazkodnia a helyszínhez, hozzá kell igazítani a történetet, a cselekményt, a szereplőket. Így az író is a kaland részese lesz, neki is ugyanazokkal a problémákkal kell megküzdenie, mint hőseinek. és mekkora élmény az olvasónak, ha eljut arra a helyre, és felfedezi, hogy ez pontosan olyan, mint a novellában.”
Az utóbbi időben novelláiban feltűnik egy gasztronómiai szál is, a szereplők valamelyike süt-főz, vagy éppen valamilyen konkrét ételt eszik. Egy író-olvasó találkozón hangzott el az egyik néző szájából: „Toochee novelláit nem szabad este nyolc óra után vagy fogyókúra alatt olvasni, mert annyira érzékien írja le az ételt, hogy attól az olvasó megrohamozza a hűtőt.”

## Önmagáról
A Tempus közalapítvány előadójaként felkérték, hogy mutassa be önmagát. Így írt magáról:
„Én vagyok a kakukktojás. Minden szempontból. Amatőr a profik között, tudatlan a tudósok között, kereső a kutatók között. Nem vagyok sem tudós, sem kutató. Tulajdonképpen a másik oldalon kellene ülnöm ezen az estén, önök között, nem a pódiumon állni.
Akkor mégis mit tudok? Mesélni. És kérdezni. Mert szinte minden érdekel: a világ, a végtelenség, az ember. Megtalálom a szépséget, a jót, az érdekeset. És ezt tovább akarom adni. Érdekel a világ, mert jó, különleges, egyedi, és megismételhetetlen. És szeretném, ha mindenki ilyennek látná.
Ezért lettem író, újságíró, blogger. A szenvedélyem az érdeklődés, a kérdések feltevése. Ha megkapom rá a választ, és még meg is értem, akkor továbbadom úgy, hogy bárki könnyedén megértse. Én lehetek a kapocs a tudás és az ember között. Segítek megérteni a nehezen érthetőt, megmutatni, amit mások nem látnak, vagy ami felett átsiklanak. Megmutatom, hogy a tudomány, a tudás nem száraz és unalmas, hanem izgalmas, elgondolkodtató, és magával ragadó.
Én vagyok az, akinek áldás és átok az internet. Áldás, mert felfoghatatlan mennyiségű információhoz férhetek hozzá. Átok, mert órákig, hajnalba torkollóan képes vagyok weblapról weblapra ugrálni, habzsolva az információkat, miközben akár többször is témát váltok. De ezek a száraz információk átfutnak a szűrőimen, és történetekké, érdekességekké alakulnak. Amit könnyen befogadhat bárki.
Ahogy mindig mindent megpróbálok megmagyarázni egy egyszerű példával, úgy egy példával megmagyarázom a fentieket is.
Legyen ez a példa: 3,14159 26535 89793… és így tovább. Ez a pi. A matematika egyik legalapvetőbb száma. A Pi a kör kerületének és átmérőjének hányadosa. Unalmas, ugye? De ez a pár tizedes jegy csak a kezdet, folytatódik a végtelenbe, és soha sem ismétlődnek a számjegyek. De ha belegondolunk, ez azt jelenti, hogy ez az egy szám, tartalmazza az összes többi létező számot: a születési dátumunkat, a testsúlyunkat, a személyi számunkat, a biciklizárunk kódját, a nukleáris rakéták indítókódját, és hogy mennyit fizettünk tegnap a boltban. Mindegyik valahol benne van elrejtve. Ha a számokat átkonvertáljuk betűkké, akkor minden valaha létezett szót is megkapunk minden létező kombinációban: az első kiejtett szavunkat; az első elsuttogott szerelmes szót, a János vitézt, Shakespeare összes művét, a Mein Kampfot, az életünk teljes történetét, mindent, amit valaha kimondtunk és amit ki fogunk mondani. Ebben az egy számban, pontosabban a körben kódolva van az univerzum minden tudása. Ugye, hogy így mennyire érdekes. És hogy mit kezdenek ezzel az információval? Nos, az csak önökön múlik.”

## Bibliográfia

### Kötetek
- A tömeg bölcsessége ═ DCP Media, 2017.
- Macskaőrség - A titkok könyve ═ DCP Media, 2017.

### Novellák magyar nyelven
- A stoppos ═ X-Magazin II. évf. 4, Szeged, SEFANTOR Lap- és Könyvkiadó Bt., 1997.
- Ki az az Asimov? ═ X-Magazin II. évf. 5, Szeged, SEFANTOR Lap- és Könyvkiadó Bt., 1997.
- Hogyan győzd le a sárkányt? ═ X-Magazin II. évf. 6, Szeged, SEFANTOR Lap- és Könyvkiadó Bt., 1997.
- Gubó ═ X-Magazin II. évf. 7, Szeged, SEFANTOR Lap- és Könyvkiadó Bt., 1997.
- A világon először ═ X-Magazin II. évf. 8, Szeged, SEFANTOR Lap- és Könyvkiadó Bt., 1997.
- Változatok egy témára ═ X-Magazin II. évf. 11, Szeged, SEFANTOR Lap- és Könyvkiadó Bt.,1997.
- Az utolsó testőr ═ X-Magazin II. évf. 12, Szeged, SEFANTOR Lap- és Könyvkiadó Bt., 1997.
- A megérkezés ═ X-Magazin III. évf. 1, Szeged, SEFANTOR Lap- és Könyvkiadó Bt., 1998.
- A vezeklés ═ X-Magazin III. évf. 2, Szeged, SEFANTOR Lap- és Könyvkiadó Bt., 1998.
- Evakuáció ═ Galaktika 180, Budapest, Metropolis Media, 2005. 46–47. old.
- Semmi sem változik ═ Galaktika 195, Budapest, Metropolis Media, 2006. 54–55. old.
- Azon az éjjelen ═ Galaktika 200, Budapest, Metropolis Media, 2006. 84–87. old.
- Vizsgaelőkészítő ═ MetaGalaktika v9.5, Budapest, Metropolis Media, 2007. 150–153. old.
- Az elveszettek kocsmája ═ Galaktika 207, Budapest, Metropolis Media, 2007. 56–58. old.
- A rablás ═ HiperGalaktika 01, Budapest, Metropolis Media, 2007. 132–141. old.
- Csak egy lövés ═ Galaktika 216, Budapest, Metropolis Media, 2008. 36-41. old.
- Mélyvízben ═ Galaktika 219, Budapest, Metropolis Media, 2008. 26–30. old.
- A lehetőség ═ Galaktika 223, Budapest, Metropolis Media, 2008. 72–76. old.
- Az évnyitó ═ HiperGalaktika 02, Budapest, Metropolis Media, 2008. 66–69. old.
- Csibét a tojásba ═ Galaktika 227, Budapest, Metropolis Media, 2009. 54–59. old.
- Bármelyik pillanatban ═ Galaktika 231, Budapest, Metropolis Media, 2009. 80–83. old.
- Az ostrom ═ Filmvilág LII. évfolyam 9. szám 2009. szeptember, Budapest, Filmvilág Alapítvány, 2009. 22–24. old.
- A Kazinczy-gép ═ MetaGalaktika 11, Budapest, Metropolis Media, 2009. 182–187. old.
- A Miniszterelnök-jelölt ═ Kétszázadik, Galaktika Fantasztikus Könyvek, Budapest, Metropolis Media, 2009. 105–116. old.
- Roncs a patakban ═ HiperGalaktika 03, Budapest, Metropolis Media, 2009. 164–169. old.
- Felügyelet ═ Galaktika 238, Budapest, Metropolis Media, 2010. 78–79. old.
- Halotti tor ═ Galaktika 242, Budapest, Metropolis Media, 2010. 52–55. old.
- Olajpusztító ═ Galaktika 248, Budapest, Metropolis Media, 2010. 40–43. old.
- Az új múzsa ═ elektronikus megjelenés, Galaktikabolt, Budapest, Metropolis Media, 2010.
- Van kapás ═ Galaktika 253, Budapest, Metropolis Media, 2011. 34–37. old.
- Nyugtalanság tengere ═ Galaktika 256, Budapest, Metropolis Media, 2011. 20–25. old.
- Az első randi ═ Online megjelenés az ITBN, az Informatikai Biztonság Napja konferencia alkalmából.
- Zuhanás ═ Online megjelenés az ITBN, az Informatikai Biztonság Napja konferencia alkalmából.
- Válóok ═ Online megjelenés az ITBN, az Informatikai Biztonság Napja konferencia alkalmából.
- Az utolsó álom ═ Galaktika 260, Budapest, Metropolis Media, 2011. 46–49. old.
- Nyakig benne ═ Galaktika 265, Budapest, Metropolis Media, 2012. 80–89. old.
- Dupla vagy semmi ═ Galaktika 270, Budapest, Metropolis Media, 2012. 34–39. old.
- A tippadó ═ Galaktika 275, Budapest, Metropolis Media, 2013. 48–55. old.
- A megtaláló ═ Galaktika 285, Budapest, Metropolis Media, 2013. 94–102. old.
- Egy életem, egy halálom ═ Galaktika 292, Budapest, Metropolis Media, 2014. 58–65. old.
- Zaj a rendszerben ═ Galaktika 300, Budapest, Metropolis Media, 2016.
- A tömeg bölcsessége ═ Galaktika 315, Budapest, Metropolis Media, 2016. 80–92. old.
- A Hawking-parti ═ Galaktika 337, Budapest, Metropolis Media, 2018.
- A halál előtt  ═ Galaktika 347, Budapest, Metropolis Media, 2019.
- Síkaland ═ Rés a valóság szürke szövetén - novelláskötet, Főnix kiadó, 2019.

### Novellák angol nyelven
- A bad day ═ The Imperfect Secret By Arthur Keleti, 2016. 237-277. oldal

### Videó
- Kovács „Tücsi” Mihály: A közösségi oldalak veszélyei, 2010
- Beszélgetés a jövőről, 2011